# Цзесю
Цзесю (кит. спр. 介休市, піньїнь: Jièxiū Shì) — місто-повіт в центральнокитайській провінції Шаньсі, складова міста Цзіньчжун.

## Географія
Цзесю розташовується у центрі префектури, лежить на Великій Китайській рівнині.

### Клімат
Місто знаходиться у зоні, котра характеризується кліматом тропічних степів. Найтепліший місяць — липень із середньою температурою 25 °C (77 °F). Найхолодніший місяць — січень, із середньою температурою -5 °С (23 °F).
| Клімат Цзесю            | Клімат Цзесю | Клімат Цзесю | Клімат Цзесю | Клімат Цзесю | Клімат Цзесю | Клімат Цзесю | Клімат Цзесю | Клімат Цзесю | Клімат Цзесю | Клімат Цзесю | Клімат Цзесю | Клімат Цзесю | Клімат Цзесю |
| Показник                | Січ.         | Лют.         | Бер.         | Квіт.        | Трав.        | Черв.        | Лип.         | Серп.        | Вер.         | Жовт.        | Лист.        | Груд.        | Рік          |
| Абсолютний максимум, °C | 12           | 22           | 26           | 31           | 36           | 37           | 36           | 37           | 32           | 30           | 32           | 12           | 37           |
| Середній максимум, °C   | 1            | 6            | 12           | 18           | 24           | 29           | 30           | 27           | 23           | 17           | 8            | 3            | 17           |
| Середня температура, °C | −5           | 0            | 6            | 11           | 17           | 22           | 24           | 22           | 17           | 10           | 3            | −2           | 10           |
| Середній мінімум, °C    | −11          | −6           | 0            | 5            | 10           | 15           | 19           | 17           | 11           | 4            | −2           | −7           | 4            |
| Абсолютний мінімум, °C  | −21          | −17          | −10          | −7           | 1            | 7            | 12           | 8            | 1            | −6           | −22          | −16          | −22          |
| Норма опадів, мм        | 0            | 0            | 0            | 20           | 20           | 20           | 70           | 80           | 30           | 10           | 0            | 0            | 290          |
| Днів з дощем            | 1            | 1            | 1            | 4            | 4            | 3            | 7            | 7            | 4            | 1            | 0            | 1            | 40           |
| Вологість повітря, %    | 43           | 46           | 52           | 48           | 52           | 54           | 70           | 75           | 67           | 64           | 63           | 56           | 58           |
| ----------------------- | ------------ | ------------ | ------------ | ------------ | ------------ | ------------ | ------------ | ------------ | ------------ | ------------ | ------------ | ------------ | ------------ |
| Джерело: Weatherbase    |              |              |              |              |              |              |              |              |              |              |              |              |              |